# Classe nationale
Pour plus de détails, voir Fiche technique et Distribution.
Classe nationale (Nacionalna klasa) est un film yougoslave réalisé par Goran Marković, sorti en 1979.

## Synopsis
Un jeune homme, pilote de course, a toutes les peines du monde pour remporter le premier prix d'une importante course nationale...

## Fiche technique
- Titre original : Nacionalna klasa
- Titre français : Classe nationale
- Réalisation et scénario : Goran Marković
- Costumes : Nadezda Perovic
- Photographie : Zivko Zalar
- Montage : Vuksan Lukovac
- Musique : Zoran Simjanović
- Pays d'origine : Yougoslavie
- Format : Couleurs - 35 mm - Mono
- Genre : comédie dramatique
- Durée : 105 minutes
- Date de sortie :
  - Yougoslavie : 9 janvier 1979

## Distribution
- Dragan Nikolic : Brana 'Floyd'
- Bogdan Diklic : Mile
- Gorica Popovic : Silja
- Rade Markovic : Moma
- Olivera Markovic : Smilja
- Milivoje 'Mica' Tomic : Strahinja
- Bora Todorovic : Zika
- Vojislav 'Voja' Brajovic : Papi
- Aleksandar Bercek : Bunjuel